# Canoa/kayak ai Giochi della XV Olimpiade - C2 1000 metri maschile
La competizione del C2 1000 metri di Canoa/kayak ai Giochi della XV Olimpiade si è disputata il giorno 28 luglio 1952 al bacino del Taivallahti a Helsinki.

## Programma
| Data           | Ora   | Round    | Note                |
| -------------- | ----- | -------- | ------------------- |
| 28 luglio 1952 | 12:00 | Batterie | I primi 4 in finale |
| 28 luglio 1952 | 17:40 | Finale   |                     |

## Risultati

### Batterie
| Pos. | Nazione          | Atleti                             | Tempo  |
| ---- | ---------------- | ---------------------------------- | ------ |
| 1    | Danimarca        | Peder Rasch Finn Haunstoft         | 4'32"9 |
| 2    | Cecoslovacchia   | Jan Brzák-Felix Bohumil Kudrna     | 4'43"3 |
| 3    | Canada           | Arthur Johnson Thomas Hodgson      | 4'44"9 |
| 4    | Ungheria         | István Bodor József Tuza           | 4'51"5 |
| 5    | Finlandia        | Tuomo Tuormaa Matti Havulinna      | 4'54"0 |
| 6    | Unione Sovietica | Aleksandr Krasavin Sergey Chumakov | 4'54"9 |

| Pos. | Nazione     | Atleti                         | Tempo  |
| ---- | ----------- | ------------------------------ | ------ |
| 1    | Francia     | Georges Dransart Armand Loreau | 4'38"8 |
| 2    | Austria     | Kurt Liebhart Engelbert Lulla  | 4'40"2 |
| 3    | Stati Uniti | John Haas Frank Krick          | 4'43"3 |
| 4    | Germania    | Egon Drews Wilfried Soltau     | 4'48"4 |
| 5    | Svezia      | Rune Blomqvist Harry Lindbäck  | 4'50"2 |

### Finale
| Pos.    | Nazione        | Atleti                         | Tempo  |
| ------- | -------------- | ------------------------------ | ------ |
| Oro     | Danimarca      | Peder Rasch Finn Haunstoft     | 4'38"3 |
| Argento | Cecoslovacchia | Jan Brzák-Felix Bohumil Kudrna | 4'42"9 |
| Bronzo  | Germania       | Egon Drews Wilfried Soltau     | 4'48"3 |
| 4       | Francia        | Georges Dransart Armand Loreau | 4'48"6 |
| 5       | Ungheria       | István Bodor József Tuza       | 4'51"9 |
| 6       | Austria        | Kurt Liebhart Engelbert Lulla  | 4'55"8 |
| 7       | Stati Uniti    | John Haas Frank Krick          | 4'59"0 |
| 8       | Canada         | Arthur Johnson Thomas Hodgson  | 5'01"4 |